# Marktplatz 11 (Bad Camberg)

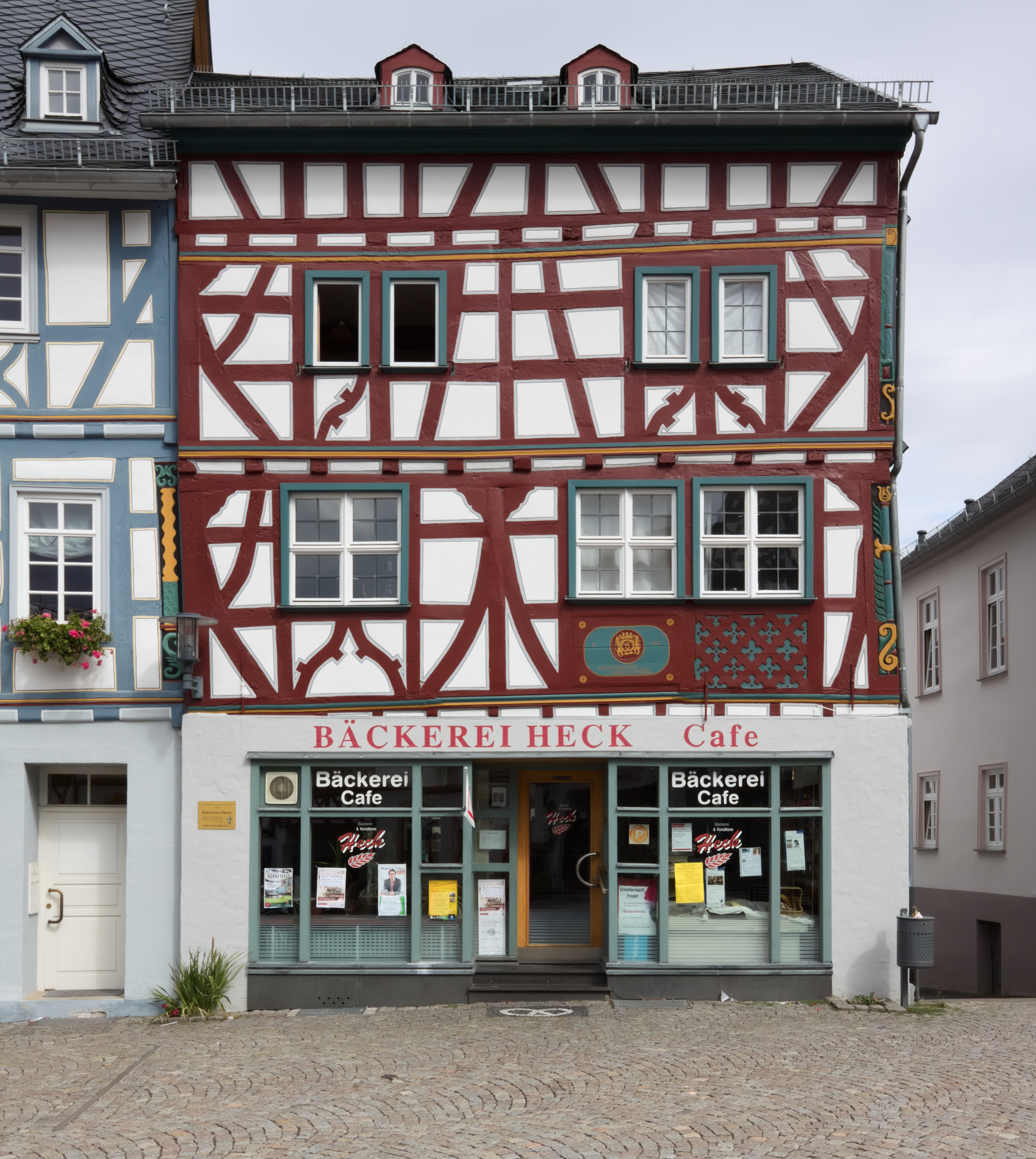
Gebäude Marktplatz 11 in Bad Camberg

Das Gebäude Marktplatz 11 in Bad Camberg, einer Stadt im Süden des mittelhessischen Landkreises Limburg-Weilburg, wurde im 18. Jahrhundert errichtet. Das Wohn- und Geschäftshaus an der Ecke zur Hainstraße ist ein geschütztes Kulturdenkmal.
Das Fachwerkhaus ist der Schlussbau der Nordseite an der ehemaligen Rathausgasse. Er wurde möglicherweise um 1700 erbaut und später aufgedrempelt. Das Fachwerk der beiden Obergeschosse ist schlicht und mit den üblichen Veränderungen der Fenster versehen. 
An der Ecke sind zwei geschnitzte Säulen. Mit ihren Volutenpostamenten, Palmetten, Kanneluren und Spangen zeigen sie eine in Weilburg häufige Ausschmückung.